# The Formation of Vegetable Mould Through the Action of Worms
The formation of vegetable mould, through the action of worms, with observations on their habits (La formazione della terra vegetale per l'azione dei lombrici con osservazioni intorno ai loro costumi) è un'opera scientifica di Charles Darwin, pubblicata per la prima volta il 10 ottobre 1881.
Quest'opera rappresenta l'ultimo libro pubblicato da Darwin durante la sua vita, pochi mesi prima della sua morte avvenuta nell'aprile del 1882. Si tratta di uno studio pionieristico sul ruolo degli earthworms (lombrichi) nei processi di formazione del suolo e di cambiamento geomorfologico.

## Contesto Storico e Genesi dell'Opera
Darwin mostrò interesse per i lombrichi sin dal 1837, quando presentò un articolo sulla formazione del suolo al Geological Society di Londra. L'interesse per questi piccoli organismi si consolidò durante la sua vita, portandolo a compiere numerosi esperimenti e osservazioni, culminati nella pubblicazione del libro. Tra i principali strumenti usati per le sue osservazioni vi era la "worm-stone", una grande pietra piatta utilizzata per misurare il movimento del terreno causato dall'attività dei lombrichi.
L'ispirazione per il libro si deve anche alle osservazioni fatte a Maer Hall, nella proprietà dello zio di Darwin, Josiah Wedgwood, dove Darwin notò come calce e cenere si fossero sepolte gradualmente sotto il terreno. Egli attribuì questo fenomeno all'azione dei lombrichi, che muovono il terreno verso l'alto attraverso i loro escrementi, noti come "worm casts".

## Struttura
- Capitolo I: Abitudini dei Lombrichi

Questo capitolo esamina i siti abitati dai lombrichi, la loro capacità di sopravvivere sott'acqua e le loro abitudini notturne. Viene discusso il comportamento difensivo dei lombrichi, sensibili alla luce ma privi di occhi, e la loro reazione a stimoli come vibrazioni e temperatura. Darwin analizza inoltre la dieta onnivora dei lombrichi, il processo digestivo e la funzione delle ghiandole calcifere, che producono concrezioni calcaree per neutralizzare gli acidi generati durante la digestione.
- Capitolo II: Abitudini dei Lombrichi - Continuazione

Vengono descritte le tecniche con cui i lombrichi afferrano oggetti, come bloccano l'entrata delle loro tane e la loro intelligenza nella scelta dei materiali. Darwin esplora anche i metodi di scavo e l'ingestione del terreno sia per costruire le tane che per trarre nutrienti. Sono descritti la profondità e la struttura delle tane, il modo in cui i lombrichi espellono le loro deiezioni (worm casts), e la distribuzione globale dei lombrichi, con esempi di accumuli notevoli in India e sulle Nilgiri Mountains.
- Capitolo III: La Quantità di Terreno Portata in Superficie dai Lombrichi

Questo capitolo analizza il tasso di accumulo del terreno in superficie a causa delle deiezioni dei lombrichi. Darwin studia il seppellimento di oggetti come sentieri pavimentati e grandi pietre, stimando il peso del terreno espulso dai lombrichi su una determinata area e lo spessore dello strato di humus accumulato nel tempo. Conclude che il terreno si forma a un ritmo lento ma costante.
- Capitolo IV: Il Ruolo dei Lombrichi nel Seppellimento di Strutture Antiche

Darwin esamina il contributo dei lombrichi nel coprire rovine antiche, tra cui ville romane, pavimentazioni medievali e resti di città come Silchester e Wroxeter. Descrive come i lombrichi penetrino pavimenti e pareti, causando subsidenza e accumulo di detriti. Il capitolo mette in evidenza la formazione dello strato di humus sopra i resti archeologici e la profondità dei depositi formati.
- Capitolo V: L'Azione dei Lombrichi nella Denudazione del Terreno

Questo capitolo esplora il ruolo dei lombrichi nel processo di erosione del suolo. Darwin descrive come gli acidi prodotti dai lombrichi contribuiscano alla disgregazione delle rocce e come le particelle di pietra ingerite vengano triturate nei loro ventrigli, simili a mulini. Analizza inoltre la natura levigata delle deiezioni, mostrando il contributo dei lombrichi alla geologia.
- Capitolo VI: La Denudazione del Terreno - Continuazione

Darwin approfondisce il contributo delle deiezioni di lombrichi nelle superfici inclinate, sottolineando come l'acqua e il vento trasportino le particelle di terreno, formando strati uniformi di humus. Viene anche discusso il degrado di tumuli e antichi accampamenti e la preservazione di terreni arati in epoche passate.
- Capitolo VII: Conclusione

Nel capitolo finale, Darwin riassume l'importanza dei lombrichi nella storia naturale. Evidenzia il loro ruolo nella disgregazione delle rocce, nell'erosione del suolo, nella conservazione dei resti archeologici e nella preparazione del terreno per la crescita delle piante. Il capitolo si conclude con una riflessione sulle capacità mentali dei lombrichi e sull'importanza di questi organismi per l'equilibrio ecologico e geologico della Terra.

## Contenuti dell'Opera
Il libro, scritto in uno stile accessibile e informale, presenta una serie di esperimenti e osservazioni che dimostrano il ruolo fondamentale dei lombrichi nella trasformazione del terreno. Darwin dimostrò, ad esempio, l'intelligenza dei lombrichi nel scegliere quale parte di una foglia trascinare nelle loro tane e la loro capacità di alterare gradualmente la topografia del terreno. Inoltre, documentò come i lombrichi contribuiscano al livellamento delle superfici erbose e alla formazione dello strato di humus.
Un tema centrale del libro è il confronto tra l'azione dei lombrichi e quella di altre forze naturali, come i coralli. Darwin concluse che i lombrichi, benché piccoli e apparentemente insignificanti, avevano giocato un ruolo fondamentale nella storia della Terra, paragonabile a quello dei polipi corallini.
Uno dei passaggi più celebri del libro riflette la poetica visione di Darwin sul ruolo dei lombrichi:
Questa osservazione riassume la capacità di Darwin di esaltare l'importanza degli organismi apparentemente più insignificanti nel grande schema della storia naturale.

## Ricezione e Impatto
The Formation of Vegetable Mould fu accolto con grande entusiasmo, vendendo 6.000 copie solo nel primo anno e 13.000 entro la fine del secolo. La sua pubblicazione fu seguita da recensioni positive, tra cui un articolo su The Times che elogiava Darwin per aver esaltato "gli umili". La rivista satirica Punch pubblicò una caricatura di Darwin che lo rappresentava pensieroso sotto un gigantesco verme a forma di punto interrogativo, sottolineando l'interesse dell'autore per questi organismi.
Il libro rappresentò un ritorno di Darwin ai suoi interessi geologici giovanili, esplorati per la prima volta durante il viaggio del Beagle. In particolare, Darwin sviluppò una visione della natura come un sistema dinamico e in costante cambiamento, influenzato da forze lente e graduali.

## Influenza Postuma
L'opera non è solo un classico della biologia e della geologia, ma ha influenzato numerose discipline moderne, tra cui geomorfologia, ecologia, archeologia del suolo e scienze agrarie. Le sue intuizioni sul ruolo dei lombrichi sono ancora rilevanti per la comprensione della formazione del suolo e del suo impatto sull'agricoltura e sull'ambiente.
Il libro è stato tradotto in diverse lingue, tra cui francese, tedesco, italiano e russo, con ulteriori edizioni negli anni successivi. La sua importanza è stata riaffermata da studiosi e scienziati che continuano a riconoscerne il valore per lo studio dei processi naturali.

## Edizioni
- (EN) Charles Darwin, The formation of vegetable mould, through the action of worms, with observations on their habits, London, John Murray, 1881.
- Michele Lessona (a cura di), La formazione della terra vegetale per l'azione dei lombrici con osservazioni intorno ai loro costumi, Torino, Unione Tipografico Editrice, 1882.